# Nauborn
Nauborn ist der zweitgrößte Stadtteil der Kreisstadt Wetzlar im mittelhessischen Lahn-Dill-Kreis.

## Geografie
Nauborn liegt im Tal des Wetzbachs, der in die Lahn mündet; südwestlich der Innenstadt. Der höchste Punkt ist der Stoppelberg mit 402 m, welcher auch gleichzeitig der höchste Punkt Wetzlars ist. Das Wetzbachtal zwischen Niederwetz und Nauborn wird auch Siebenmühlental genannt, nach den dort immer noch stehenden ehemaligen Mühlenbetrieben, von denen zwei sich im Ort selbst befinden. Zu beiden Seiten des Wetzbachtals in Nauborn gibt es zum Teil erhebliche Steilhänge mit zu Tage tretendem Gestein. Die exponierteste dieser Stellen wird der Wilde Stein genannt und bietet eine hervorragende Sicht auf den Großteil des Ortes. Zu Nauborn gehört auch das Wetzlarer Wochenendhaus-Gebiet Kirschenwäldchen.

## Geschichte

### Historische Namensformen
In erhaltenen Urkunden wurde Nauborn unter den folgenden Ortsnamen erwähnt (in Klammern das Jahr der Erwähnung):
- Niuora, in (778) [2. Hälfte XII Jh., Codex Laureshamensis III, Nr. 3058 =3696a]
- Nivueren de (778) [2. Hälfte XII Jh., Codex Laureshamensis III, Nr. 3058 =3696a]
- Niuferen, in (789) [2. Hälfte XII Jh., Codex Laureshamensis III, Nr. 3157, 3709c]
- Niueren (789) [2. Hälfte XII Jh., Codex Laureshamensis III, Nr. 3157, 3709c]
- Niuuaren marca, in (789) [2. Hälfte XII Jh., Codex Laureshamensis III, Nr. 3157, 3709c]
- Niueren, de (790) [2. Hälfte XII Jh., Codex Laureshamensis III, Nr. 3715a]
- Niuuaren marca, in (790) [2. Hälfte XII Jh., Codex Laureshamensis III, Nr. 3715a]
- Niuueren, de (um 800) [2. Hälfte XII Jh., Codex Laureshamensis III, Nr. 3661a, 3681]

### Ortsgeschichte
Bereits im 8. und 9. Jahrhundert wird Nauborn urkundlich erwähnt. Es ist von einer großen Grundherrschaft des Klosters Lorsch die Rede. Erstmals wurde der Ort im Jahr 778 als „Nivora“ erwähnt, wo eine Frau Theutbirg dem Kloster Lorsch u. a. eine „basilica“ mit Grundbesitz und 30 Leibeigenen schenkte. 1927 wurden die Fundamente der Theutbirg-Basilika entdeckt. Im Jahre 1932 fanden Ausgrabungen statt.
Der Wetzbach teilte im Mittelalter das Dorf und so zählte die Ortslage links des Bachlaufs zu den Besitztümern der Solmser Grafen, während rechts die Grafschaft Nassau-Weilburg war. Erst 1832 wurde Nauborn, nun im preußischen Landkreis Wetzlar gelegen, zusammengeführt. Es war der Bürgermeisterei in Braunfels zugeordnet und kam später bis 1932 zur Bürgermeisterei Schöffengrund.
Hessische Gebietsreform (1970–1979)
Zum 1. Januar 1977 wurde die bis dahin selbständige Gemeinde  Nauborn im Zuge der Gebietsreform in Hessen kraft Landesgesetz ein Stadtteil der Stadt Lahn und dort dem Stadtbezirk Wetzlar zugeordnet. Nach deren Auflösung infolge heftiger Proteste der Bevölkerung wurde der Ort am 1. August 1979 ein Stadtteil der wieder selbständigen Stadt Wetzlar. Für Nauborn wurde ein Ortsbezirk mit Ortsbeirat und Ortsvorsteher nach Maßgabe der §§ 81 und 82 HGO und des Kommunalwahlgesetzes in der jeweils gültigen Fassung gebildet.

### Verwaltungsgeschichte im Überblick
Die folgende Liste zeigt die Staaten und Verwaltungseinheiten, denen Nauborn angehört(e):
- 789: Lahngau (in pago Logenehe)
- vor 1806: Heiliges Römisches Reich, links des Wetzbachs: Fürstentum Solms-Braunfels, Anteil der Grafschaft Solms, Amt Braunfels
- 1803–1806: Heiliges Römisches Reich, links des Wetzbachs: Fürstentum Nassau-Weilburg, Amt Braunfels
- vor 1806: Heiliges Römisches Reich, rechts des Wetzbachs: Grafschaft / Fürstentum Nassau-Weilburg, Oberamt Atzbach, Amt Hütten- und Stoppelberg
- ab 1806: Herzogtum Nassau,[Anm. 2] Amt Braunfels
- ab 1816: Königreich Preußen,[Anm. 3] Provinz Großherzogtum Niederrhein, Regierungsbezirk Koblenz, Kreis Braunfels[9][Anm. 4]
- ab 1822: Königreich Preußen, Rheinprovinz, Regierungsbezirk Koblenz, Kreis Wetzlar[Anm. 5]
- ab 1866: Norddeutscher Bund[Anm. 6] Königreich Preußen, Rheinprovinz, Regierungsbezirk Koblenz, Kreis Wetzlar
- ab 1871: Deutsches Reich, Königreich Preußen, Rheinprovinz, Regierungsbezirk Koblenz, Kreis Wetzlar
- ab 1918: Deutsches Reich (Weimarer Republik), Freistaat Preußen, Rheinprovinz, Regierungsbezirk Koblenz, Kreis Wetzlar
- ab 1932: Deutsches Reich, Freistaat Preußen, Provinz Hessen-Nassau, Regierungsbezirk Wiesbaden, Kreis Wetzlar
- ab 1944: Deutsches Reich, Freistaat Preußen, Provinz Nassau, Kreis Wetzlar
- ab 1945: Amerikanische Besatzungszone,[Anm. 7] Groß-Hessen, Regierungsbezirk Wiesbaden, Kreis Wetzlar
- ab 1949: Bundesrepublik Deutschland, Land Hessen, Regierungsbezirk Wiesbaden, Kreis Wetzlar
- ab 1968: Bundesrepublik Deutschland, Land Hessen, Regierungsbezirk Darmstadt, Kreis Wetzlar
- ab 1977: Bundesrepublik Deutschland, Land Hessen, Regierungsbezirk Darmstadt, Stadt Lahn[Anm. 8]
- ab 1979: Bundesrepublik Deutschland, Land Hessen, Regierungsbezirk Darmstadt, Lahn-Dill-Kreis, Stadt Wetzlar[Anm. 9]
- ab 1981: Bundesrepublik Deutschland, Land Hessen, Regierungsbezirk Gießen, Lahn-Dill-Kreis, Stadt Wetzlar

## Bevölkerung

### Einwohnerstruktur 2011
Nach den Erhebungen des Zensus 2011 lebten am Stichtag dem 9. Mai 2011 in Nauborn 3684 Einwohner. Darunter waren 240 (6,5 %) Ausländer. Nach dem Lebensalter waren 648 Einwohner unter 18 Jahren, 1473 zwischen 18 und 49, 729 zwischen 50 und 64 und 839 Einwohner waren älter. Die Einwohner lebten in 1644 Haushalten. Davon waren 525 Singlehaushalte, 492 Paare ohne Kinder und 465 Paare mit Kindern, sowie 138 Alleinerziehende und 24 Wohngemeinschaften. In 396 Haushalten lebten ausschließlich Senioren und in 1044 Haushaltungen lebten keine Senioren.

### Einwohnerentwicklung
| Nauborn: Einwohnerzahlen von 1834 bis 2020 | Nauborn: Einwohnerzahlen von 1834 bis 2020 | Nauborn: Einwohnerzahlen von 1834 bis 2020 | Nauborn: Einwohnerzahlen von 1834 bis 2020 | Nauborn: Einwohnerzahlen von 1834 bis 2020 |
| --- | ------------------------------------------ | ------------------------------------------ | ------------------------------------------ | ------------------------------------------ |
| Jahr |                                            |                                            |                                            | Einwohner                                  |
| 1834 | 1834                                       |                                            | 557                                        | 557                                        |
| 1840 | 1840                                       |                                            | 614                                        | 614                                        |
| 1846 | 1846                                       |                                            | 674                                        | 674                                        |
| 1852 | 1852                                       |                                            | 686                                        | 686                                        |
| 1858 | 1858                                       |                                            | 733                                        | 733                                        |
| 1864 | 1864                                       |                                            | 761                                        | 761                                        |
| 1871 | 1871                                       |                                            | 834                                        | 834                                        |
| 1875 | 1875                                       |                                            | 854                                        | 854                                        |
| 1885 | 1885                                       |                                            | 949                                        | 949                                        |
| 1895 | 1895                                       |                                            | 986                                        | 986                                        |
| 1905 | 1905                                       |                                            | 1.123                                      | 1.123                                      |
| 1910 | 1910                                       |                                            | 1.259                                      | 1.259                                      |
| 1925 | 1925                                       |                                            | 1.389                                      | 1.389                                      |
| 1939 | 1939                                       |                                            | 1.570                                      | 1.570                                      |
| 1946 | 1946                                       |                                            | 1.840                                      | 1.840                                      |
| 1950 | 1950                                       |                                            | 1.976                                      | 1.976                                      |
| 1956 | 1956                                       |                                            | 2.176                                      | 2.176                                      |
| 1961 | 1961                                       |                                            | 2.290                                      | 2.290                                      |
| 1967 | 1967                                       |                                            | 2.673                                      | 2.673                                      |
| 1970 | 1970                                       |                                            | 2.786                                      | 2.786                                      |
| 1990 | 1990                                       |                                            | 3.366                                      | 3.366                                      |
| 1998 | 1998                                       |                                            | 3.470                                      | 3.470                                      |
| 2005 | 2005                                       |                                            | 3.660                                      | 3.660                                      |
| 2009 | 2009                                       |                                            | 3.660                                      | 3.660                                      |
| 2012 | 2012                                       |                                            | 3.810                                      | 3.810                                      |
| 2015 | 2015                                       |                                            | 3.746                                      | 3.746                                      |
| 2020 | 2020                                       |                                            | 3.978                                      | 3.978                                      |
| Datenquelle: Historisches Gemeindeverzeichnis für Hessen: Die Bevölkerung der Gemeinden 1834 bis 1967. Wiesbaden: Hessisches Statistisches Landesamt, 1968. Weitere Quellen: ; nach 1977: Einwohnerzahlen Stadt Wetzlar |                                            |                                            |                                            |                                            |

### Historische Religionszugehörigkeit
| Quelle: Historisches Ortslexikon | |
| • 1834:                          | 541 evangelische, 8 jüdische, 8 katholische Einwohner                                                            |
| • 1961:                          | 1882 evangelische (= 82,18 %) und 371 (= 16,20 %) katholische Einwohner                                          |
| • 2017:                          | 1698 evangelische (= 43,7 %), 680 (= 17,5 %) katholische, 1508 konfessionslose und sonstige (= 38,8 %) Einwohner |

### Staatsangehörigkeit
| Quelle: Stadt Wetzlar |                                                                           |
| • 2005:               | 3448 Deutsche, 267 Nichtdeutsche (7,2 %) davon 140 Frauen und 127 Männer  |
| • 2012:               | 3452 Deutsche, 238 Nichtdeutsche (6,4 %) davon 125 Frauen und 113 Männer  |
| • 2015:               | 3380 Deutsche, 366 Nichtdeutsche (9,8 %) davon 167 Frauen und 199 Männer  |
| • 2017:               | 3405 Deutsche, 481 Nichtdeutsche (12,4 %) davon 176 Frauen und 305 Männer |

## Wappen
Am 16. Oktober 1967 wurde der Gemeinde Nauborn im damaligen Landkreis Wetzlar, Regierungsbezirk Wiesbaden, ein Wappen mit folgender Blasonierung verliehen: Im geteilten Schild oben in Blau ein goldenes oberschlächtiges Mühlrad, unten in Gold ein blauer, rotbezungter und -bewehrter Löwe.

## Politik

### Ortsbeirat
Bei den Kommunalwahlen in Hessen 2021 gab es für den Ortsbeirat Nauborn die folgenden Ergebnisse. Zum Vergleich die Wahlergebnisse der vorhergehenden Wahlperioden.
| Parteien und Wählergemeinschaften | Parteien und Wählergemeinschaften           | % 2021 | Sitze 2021 | % 2016 | Sitze 2016 | % 2011 | Sitze 2011 | % 2006 | Sitze 2006 |
| --------------------------------- | ------------------------------------------- | ------ | ---------- | ------ | ---------- | ------ | ---------- | ------ | ---------- |
| SPD                               | Sozialdemokratische Partei Deutschlands     | 34,9   | 3          | 39,2   | 4          | 41,0   | 4          | 51,9   | 5          |
| CDU                               | Christlich Demokratische Union Deutschlands | 37,9   | 3          | 36,9   | 3          | 38,3   | 3          | 27,1   | 2          |
| FW                                | Freie Wähler                                | 19,4   | 2          | 16,4   | 1          | 16,3   | 2          | 13,9   | 1          |
| FDP                               | Freie Demokratische Partei                  | 7,4    | 1          | 7,6    | 1          | 4,4    | 0          | 7,1    | 1          |
| Gesamt                            | Gesamt                                      | 100,0  | 9          | 100,0  | 9          | 100,0  | 9          | 100,0  | 9          |
| Wahlbeteiligung in %              | Wahlbeteiligung in %                        | 50,12  | 50,12      | 48,4   | 48,4       | 47,1   | 47,1       |        |            |

### Ortsvorsteher
Ortsvorsteher nach der Ortsbeiratswahl 2021 ist Peter Pausch (SPD). Seine Stellvertreterin ist Uwe Lang (CDU).

## Kulturdenkmäler
Siehe Liste der Kulturdenkmäler in Nauborn.

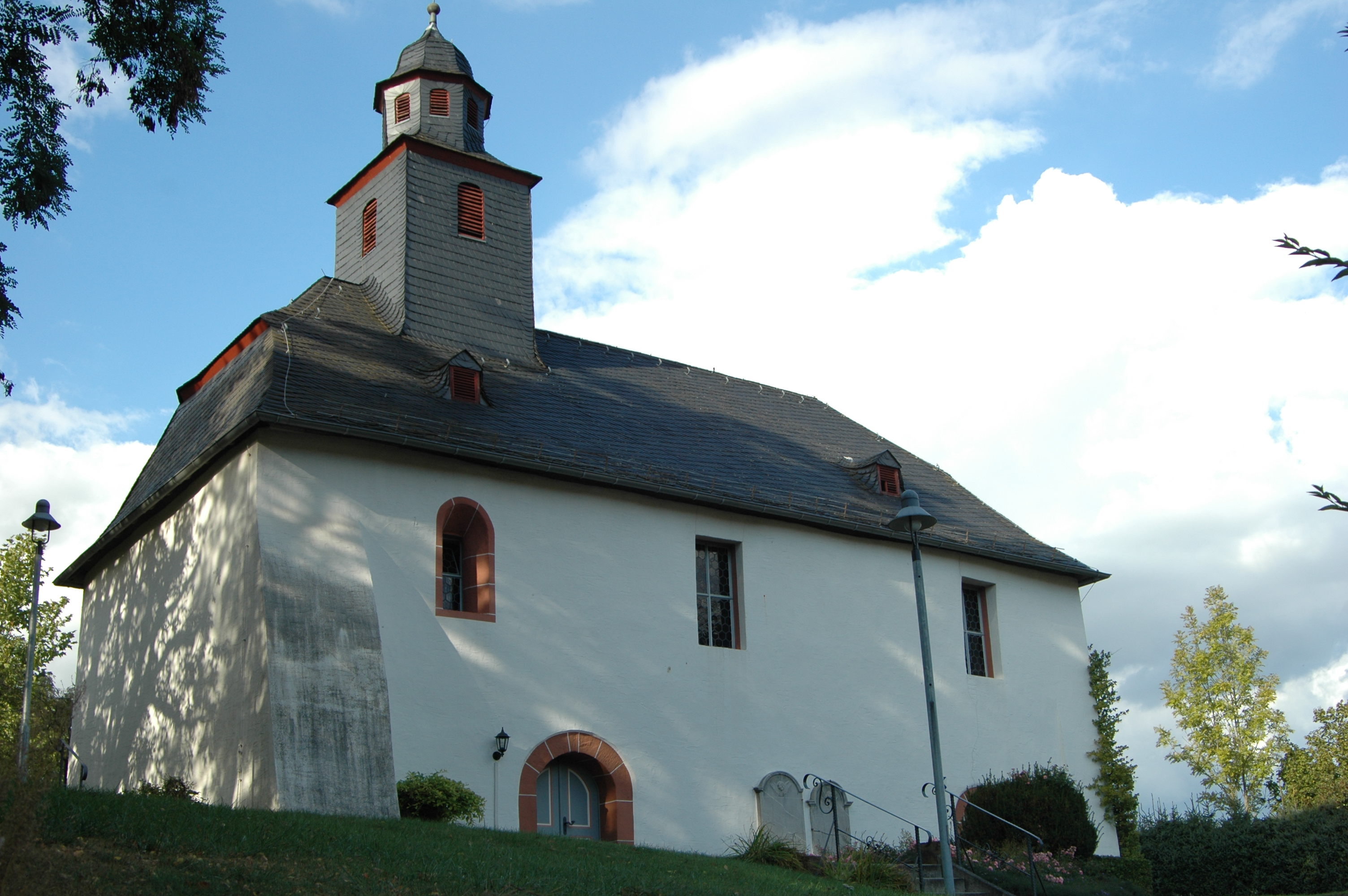
Evangelische Pfarrkirche
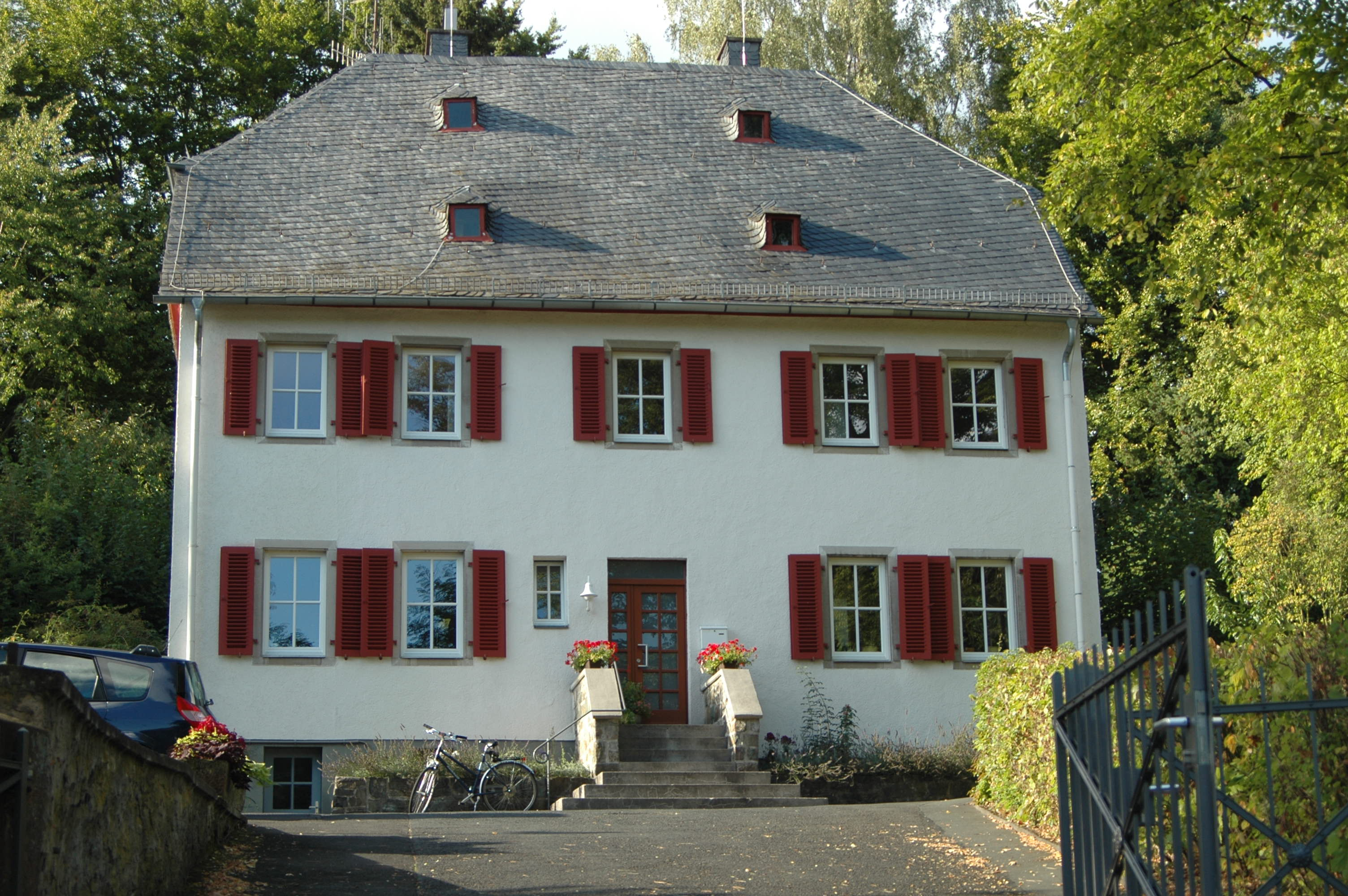
Pfarrhaus
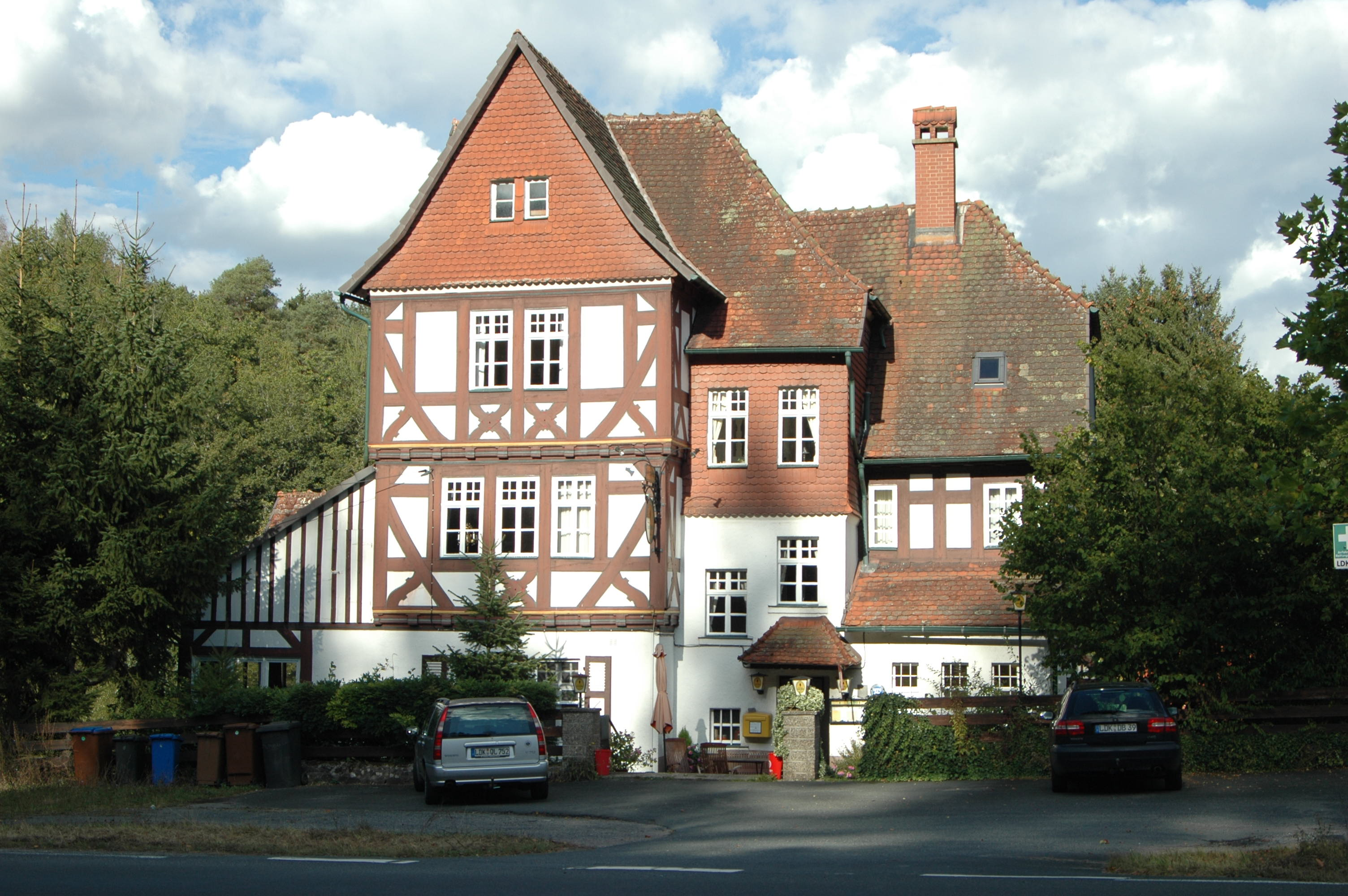
Honigmühle

## Wirtschaft und Infrastruktur

### Verkehr
Nauborn ist über die L3053 (in Wetzlar als Nauborner Straße, in Nauborn als Wetzlarer Straße geführt) aus Richtung Wetzlar zu erreichen, welche durch den Ort weiter nach Schöffengrund-Laufdorf führt.
Nauborn wird halbstündlich durch die Stadtbuslinie 14 der Wetzlarer Verkehrsbetriebe sowie von den Überlandlinien 160 und 170 angefahren.

### Industrie und Handel
Nauborn ist Sitz der Helmut Hund GmbH, die Mikroskope und Umweltmesstechnik herstellt. Außerdem befinden sich im Stadtteil eine Filiale der Sparkasse Wetzlar, ein Getränkemarkt, drei Gaststätten und zwei Supermärkte.
Auf der Gemarkung bestanden mit den Gruben Juno, Uranus und Amanda drei bedeutende Eisenerzbergwerke des Lahn-Dill-Gebiets.